# جولکان
جولکان (به اسپانیایی: Julcán) یک شهر در پرو است که در استان خولکان واقع شده‌است. جولکان ۴٬۹۰۰ متر بالاتر از سطح دریا واقع شده‌است.